# Корота Євген Миколайович
Євге́н Микола́йович Коро́та — сержант Збройних сил України.

## Короткий життєпис
В 2000-х з дружиною Нелею придбали будинок у селі Варівськ.
У часі війни — доброволець, водій, 30-та окрема механізована бригада.
9 лютого 2015-го загинув — дві машини 30-ї бригади потрапили під обстріл поблизу села Логвинове — у верхній частині «дебальцівського виступу». Тоді ж загинув солдат Віталій Катішов.
Родина забрала тіло з моргу на початку березня 2015-го. Похований у селі Гатне, Києво-Святошинський район.

## Нагороди
За особисту мужність і героїзм, виявлені у захисті державного суверенітету та територіальної цілісності України, вірність військовій присязі під час російсько-української війни, відзначений — нагороджений
- 27 червня 2015 року — орденом «За мужність» III ступеня.